# Venera 13
Venera 13 (ryska: Венера-13) var en sovjetisk rymdsond i Veneraprogrammet. Rymdsonden sköts upp den 30 oktober 1981,  med en protonraket. Farkosten bestod av två delar; en satellit och en landare. I samband med att farkosten passerade Venus separerade landaren från moderfarkosten. Landaren sände data från ytan i minst 127 minuter.
Moderfarkosten fortsatte förbi Venus och inledde en omloppsana runt solen. Farkosten bar flera instrument för att studera Solen.

### Fotnoter
1. ↑  ”NASA Space Science Data Coordinated Archive” (på engelska). NASA. https://nssdc.gsfc.nasa.gov/nmc/spacecraft/display.action?id=1981-106A. Läst 26 mars 2020.